# Cabilla

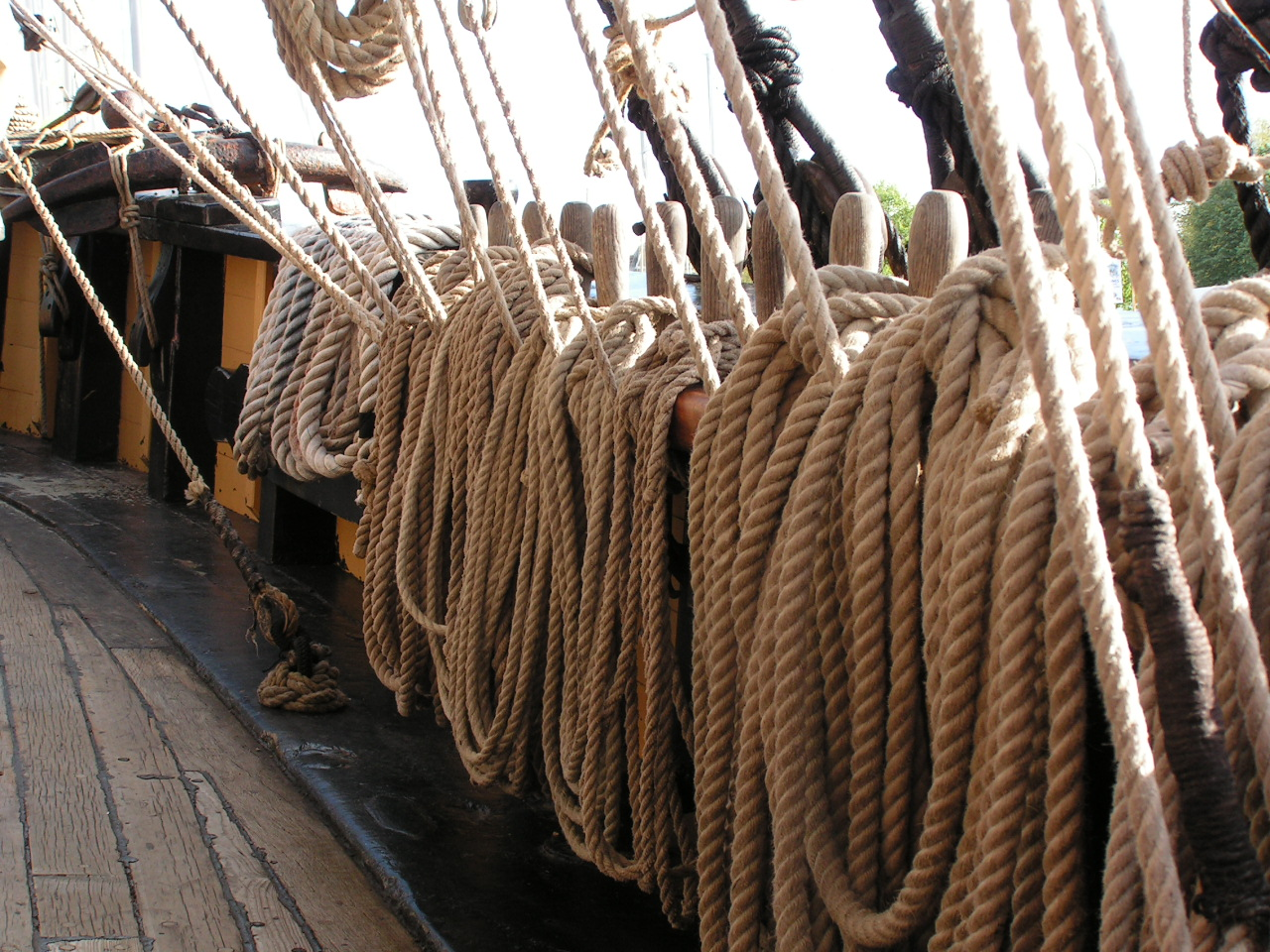
Cabos enrollados y asegurados con cabillas

Una cabilla (escrito en ciertos documentos como clavija) es un dispositivo de madera o metal sólido que se utiliza en los veleros con aparejo tradicional para afianzar las cabos de todo tipo empleados a bordo.
En veleros modernos esta pieza ha sido sustituida en gran medida por cornamusas, pero los grandes veleros con aparejo cuadrado suelen mantenerlas incluso en construcción moderna con aparejo cuadrado.

## Descripción

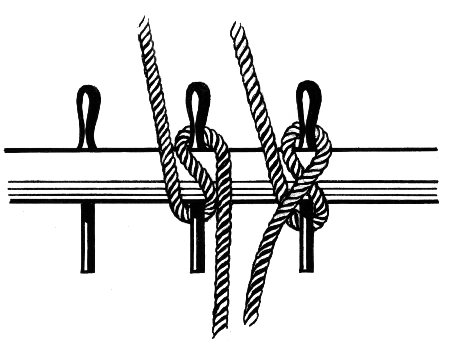
Para asegurar correctamente un cabo en una cabilla, se pasa el cabo por debajo y por detrás de la base, realizando un patrón en forma de 8.

La forma de una cabilla es característica. Está constituida por una barra de metal o de madera dura con una especie de mango torneado en el extremo formando una pieza única.
Las  cabillas se insertan verticalmente en el cabillero, un soporte de madera que dispone de agujeros  del mismo diámetro que el de las barras de las  cabillas. Las cabillas sobresalen por debajo del cabillero en proporción similar a la que sale el mango por encima. Aunque sean desmontables, su posición normal es fija.
Hay cabilleros a ambos lados del barco y en la base de los palos.
Los cabos se atan en las cabillas de manera parecida a cómo se hace con las cornamusas. Si el cabo llega desde arriba la primera vuelta se hace por debajo del cabillero y se pasa arriba y hacia el otro lado haciendo una especie de ocho. Tres besos y un abrazo («one hug and three kisses» es la regla mnemotéctica en inglés). 
Una vez firme el cabo, las  cabillas permiten ordenar la longitud sobrante siguiendo la rutina dictada por la experiencia en cada caso.

## Otros usos
La forma y dimensiones de las  cabillas permitía su uso como herramientas (por ejemplo para rematar un pez sobre la cubierta) y como armas defensivas y ofensivas.   